# Municipio de North Star (Míchigan)
El municipio de North Star (en inglés: North Star Township) es un municipio ubicado en el condado de Gratiot en el estado estadounidense de Míchigan. En el año 2010 tenía una población de 888 habitantes y una densidad poblacional de 10,04 personas por km².

## Geografía
El municipio de North Star se encuentra ubicado en las coordenadas 43°14′36″N 84°32′25″O / 43.24333, -84.54028. Según la Oficina del Censo de los Estados Unidos, el municipio tiene una superficie total de 88.46 km², de la cual 88,32 km² corresponden a tierra firme y (0,16 %) 0,14 km² es agua.

## Demografía
Según el censo de 2010, había 888 personas residiendo en el municipio de North Star. La densidad de población era de 10,04 hab./km². De los 888 habitantes, el municipio de North Star estaba compuesto por el 96,85 % blancos, el 0,9 % eran afroamericanos, el 0,23 % eran isleños del Pacífico, el 0,56 % eran de otras razas y el 1,46 % eran de una mezcla de razas. Del total de la población el 4,05 % eran hispanos o latinos de cualquier raza.